# لوتشيانو روسو
لوتشيانو روسو (بالإيطالية: Luciano Russo)‏ هو كاهن كاثوليكي إيطالي، ولد في 23 يونيو 1963 في Lusciano ‏ في إيطاليا.